# A szerelem beleszól
Az A szerelem beleszól (eredeti címe: Holiday) 1938-ban bemutatott fekete-fehér amerikai romantikus filmvígjáték, rendezője George Cukor.  
Magyarországon a filmet 1940. március 23-án mutatták be. 

## Cselekménye
A dúsgazdag Julia Seton egy nyaralóhelyen megismerkedik a kedves és intelligens Johnny Case-zel. A fiatalember beleszeret és rövid ismeretség után el is jegyzi, ám nem sejti, hogy a titkárnőnek képzelt kisasszony milyen gazdag. Julia márványoszlopos palotáját látva elámul. Johnny egyszerű banktisztviselő és nem különösebben örül a felfedezésnek. Ha már így alakult, apósa vagyonát felhasználva igyekszik szabadabban, okosan, kulturáltan élni. Kissé modern életfelfogása nem talál szíves fogadtatásra a milliomos Setonnál, de még Juliánál sem. Ők azt szeretnék, hogy a férfi azonnal lépjen be a bankba. Johnny inkább megfutamodik a házasság elől, semhogy a pénz bálványának kelljen élnie.
Julia nővére, a furcsa, szertelen gondolkodású Linda szintén szűknek érzi a múzeumszerű palotát, a társadalmi béklyókat. Apjával és egész környezetével ellenzékben él és jól megérti Johnny-t, de uralkodik érzelmein. Johnny meggyőződése és a felületes, léha élethez szokott, nagyravágyó Julia ellentéte azonban teljes szakításhoz vezet. Linda csak ekkor meri elhinni, hogy szerelmes Johnnyba. Apja engedélyével az Európába utazott Johnny után indul: ők inkább egymáshoz valók, és boldogságuknak biztosan nem lesz akadálya, hogy – milliomosok.  

## Főbb szereplők
- Katharine Hepburn – Linda Seton
- Cary Grant – Johnny Case
- Doris Nolan – Julia Seton
- Lew Ayres – Ned Seton
- Henry Kolker – Edward Seton
- Edward Everett Horton – Nick Potter professzor
- Jean Dixon – Susan Potter
- Binnie Barnes – Laura Cram
- Henry Daniell – Seton Cram